# RSD-10 파이오니어
RSD-10 파이오니어는 소련의 트럭 이동식 중거리 탄도 미사일이다. NATO에서는 SS-20 세이버라고 부른다. 1979년에 개발된 최신형 파이오니어는 SS-28 세이버2라고 부른다.

## 미소경쟁

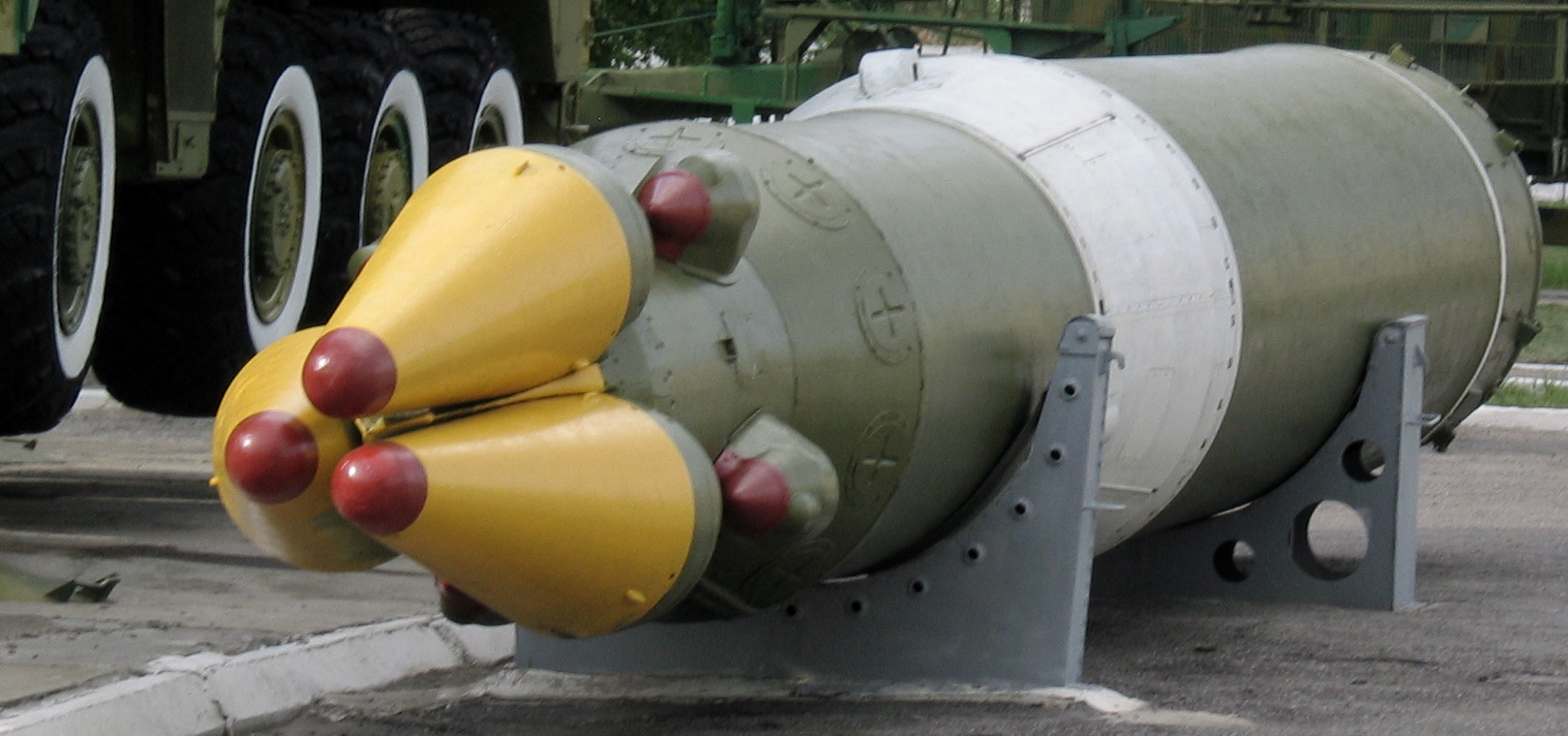
150kt 수소폭탄 3발을 탑재한 SS-28 세이버2

1980년대 초반은 미국 공화당 레이건 대통령과 소련 브레즈네프 서기장이 중거리 핵미사일로 경쟁한 사건이 세계적으로 매우 이슈가 되었다. 2000년대에 미국의 유럽에 MIM-104 패트리어트 미사일 설치와 러시아의 유럽에 9K720 이스칸데르 미사일 배치라는 대립관계 처럼, 1980년대 초반에도 그러한 미소경쟁이 있었다.
1979년 소련은 유럽에 RSD-10 파이오니어 중거리 탄도 미사일을 배치했다. 14곳의 발사장이 있었다. 이에 대한 대응조치로서, 미국은 서독 등 유럽에 MGM-31B 퍼싱 II 준중거리 탄도 미사일과 BGM-109G 그리폰 중거리 순항 미사일을 배치하려 했다.
당시 미소간의 대립은 매우 팽팽한 긴장을 유발하였는데, 양국이 한 발 물러나 상호간에 중거리 핵미사일 유럽배치가 취소되자, 소련은 RSD-10 파이오니어를 극동지역으로 이동시켰다. 한국과 일본에 있는 미군이 중거리 핵미사일을 보유하고 있다는 이유에서였다.
1987년 드디어 INF 조약이 체결되어, 양측이 중거리 핵미사일을 모두 폐기하는데 합의하였다.

## 수출

### 북한
2003년 9월 탈북한 북한 원자력총국 부설 38호 연구소장 김광빈(51) 박사는 "북한은 20여년 전 옛소련에서 6,000km 사거리의 40kt급 핵탄두미사일 3기를 수입했다"며 "이중 1기는 1983년 38호연구소에서 해체해 개조용 실험연구에 사용했고 2기는 동해안과 백두산 삼지연기지에 각각 실전 배치돼 있다."고 진술서를 작성했다. 당시 미국과 소련은 극동지역에 RSD-10 파이오니어 배치 문제로 크게 대립중이었다.

### 일본
국가안보에 관한 정보를 수집, 분석하는 기관인 국가안전보장뉴스서비스는 1999년 8월 9일 기자회견에서 일본이 1992년 러시아로부터 소련제 중거리 미사일 RSD-10 파이오니어의 기술을 도입, 미사일 기술을 향상시켰다는 독자적인 정보도 공개했다.

### 이란
러시아의 최고 핵무기 전문가로 알려진 블라디미르 드보르킨(Vladimir Dworkin, 예비역 중장)은 러시아가 서유럽을 사정권에 두기 위하여 이란에 수개의 RSD-10 파이오니어의 핵탄두를 제거하고 판매했다고 말했다. 블라디미르 드보르킨은 구소련의 전략핵무기 연구를 담당하는 러시아 국방부 제4중앙연구소 소장을 역임했으며, 미국과의 군축회담 협상실무자로 활동했다.

### 중국
미국 의회조사국에 따르면, 1997년 중국은 벨로루시에서 SS-20 세이버, SS-28 세이버2를 획득했다.

## 트럼프 행정부
2016년 3월 도널드 트럼프는 뉴욕타임스와의 인터뷰에서, 주일미군, 주한미군이 주둔비용 문제로 철수할 경우, 일본, 한국의 독자 핵무장을 지지한다고 말했다. 일본이 핵무장을 할 경우, 중국 전역의 사거리를 가지려면 RSD-10 파이오니어 정도의 사거리가 필요하다. 일본의 미사일 사거리와 동일한 허용을 한다고 가정하면, 미국은 한국에게도 RSD-10 파이오니어 정도의 사거리를 허용할 가능성이 있다.
2015년 박근혜 대통령이 참석한 중국 베이징의 군사 퍼레이드, 중국 인민 항일 전쟁 및 세계 반파시즘 전쟁 승리 70주년 기념 대회에서 DF-26을 최초로 전세계에 공개했다. 2016년 북한은 무수단 미사일을 최초로 시험발사하는데 성공했다. SS-20 세이버, SS-28 세이버2, DF-26, 무수단 미사일은 모두 2단 로켓으로서, 수소폭탄을 탑재하고, 사거리 3,000-5,500 km 정도 되는 중거리 탄도 미사일(IRBM)이다. 동북아에 한국, 일본, 중국, 북한 사이에 중거리 탄도 미사일(IRBM) 배치 경쟁이 일어날 가능성이 있다.

## 같이 보기
- MGM-31B 퍼싱 II
- BGM-109G 그리폰
- INF 조약